# Oswin Köhler
Oswin Reinhold Albin Köhler (* 14. Oktober 1911 in Tiefthal; † 2. Mai 1996 in Köln) war ein deutscher Afrikanist. Er forschte insbesondere zu nilotischen, Bantu- sowie Khoisansprachen und war von 1961 bis 1977 Professor für Afrikanistik an der Universität zu Köln.

## Leben
Oswin Köhler wuchs als Sohn eines Schmiedemeisters in einem Dorf bei Erfurt auf, seine beiden älteren Brüder setzten die Familientradition fort und wurden ebenfalls Schmiede. Er selbst besuchte das Reformrealgymnasium in Erfurt bis zur Unterprima, 1929 musste er die Ausbildung wegen des erhöhten Schulgelds ohne Abitur abbrechen. Der Sprachbegabte arbeitete anschließend mehrere Jahre als Privatlehrer für Englisch, Französisch, Spanisch, Portugiesisch und Italienisch. Zusätzlich brachte er sich Russisch, Tschechisch und Ungarisch bei und unternahm zwei Reisen, um diese Sprachkenntnisse zu festigen.
Nach Bestehen der Dolmetscherprüfung für Russisch trat Köhler 1938 seine erste Stelle als Dolmetscher für europäische Sprachen beim Oberkommando der Wehrmacht in Berlin an. Dies war zunächst ein ziviler Posten, 1941 wurde er als Sonderführer (Z) in die Wehrmacht eingegliedert. Ein Fronteinsatz blieb ihm aber erspart. Gleichzeitig studierte Oswin Köhler als Gasthörer an der Friedrich-Wilhelm-Universität afrikanische Sprachen und Völkerkunde. 1943 absolvierte er an der Auslandshochschule Berlin die Dolmetscher-Prüfung für Swahili.
Nachdem Oswin Köhler 1946 aus der amerikanischen Kriegsgefangenschaft entlassen worden war, profitierte er von einer Regelung in der Sowjetischen Besatzungszone, die Kriegsheimkehrern sowie Arbeiter- und Bauernkindern auch ohne Abitur den Hochschulzugang gewährte. Er immatrikulierte er sich 1946 an der nun mehr umbenannten Humboldt-Universität, wo er die Studien der Afrikanistik und Völkerkunde fortsetzte, sein wichtigster akademischer Lehrer war Diedrich Westermann. Mit einer Arbeit über die Nilotischen Sprachen wurde er 1948 zum Dr. phil. promoviert, 1952 habilitierte er sich dort mit einer Schrift zur Verbreitung und Gliederung der Gur-Sprachen als Privatdozent für das Fach Afrikanistik. Anschließend lehrte er als Assistent an der Humboldt-Universitäten und arbeitete an der Ost-Berliner Akademie der Wissenschaften.
Das Staatssekretariat für das Hochschulwesen der DDR verweigerte Köhler 1953 die Annahme eines ihm angebotenen Stipendiums des International African Institute für einen Forschungsaufenthalt in London und Feldforschung in Afrika. Daraufhin floh er mit seiner Frau Ruth und den beiden Kindern aus der DDR in die Bundesrepublik Deutschland, 1954 wurde Köhler an der Universität zu Köln umhabilitiert, wo es aber zunächst noch keine bezahlte Position für ihn gab.
Deshalb trat er eine Stelle als Regierungsethnologe im Department of Native Affairs des südafrikanischen Apartheid-Regimes an. Im Jahr darauf wurde er als Assistant Ethnologist ins Amt des Chief Native Commissioner für das damals völkerrechtswidrig von Südafrika annektierte Südwestafrika (heute Namibia) nach Windhoek versetzt. Dort trat er die Nachfolge des verstorbenen deutschen Ethnologen Günter Wagner an und brachte die von diesem begonnenen historisch-ethnographischen Darstellungen zur Veröffentlichung. Hatte sich Köhler zuvor hauptsächlich mit südlichen Bantu-Sprachen beschäftigt, kam er dort erstmals mit Khoisan-sprachigen Gesellschaften in Kontakt, die Köhler „Buschleute“ nannte und deren Sprachen sein wichtigstes Forschungsfeld wurden.
1957 kehrte er als Privatdozent an die Universität Köln zurück, wo er den Auftrag erhielt, ein afrikanistisches Seminar aufzubauen. Die Deutsche Forschungsgemeinschaft (DFG) finanzierte ihm 1959 eine erste Forschungsreise zu den Kxoé (auch Khwe geschrieben). Zudem führte er eine Erhebung der Zentral-Khoisan-Sprachen der Kalahari in der damals britischen Kolonie Betschuanaland (heute Botswana) durch. An der Universität Köln wurde Köhler 1961 zum außerplanmäßigen Professor ernannt, im Folgejahr zum Ordinarius und Direktor des Instituts für Afrikanistik bestellt. 1977 wurde er emeritiert.

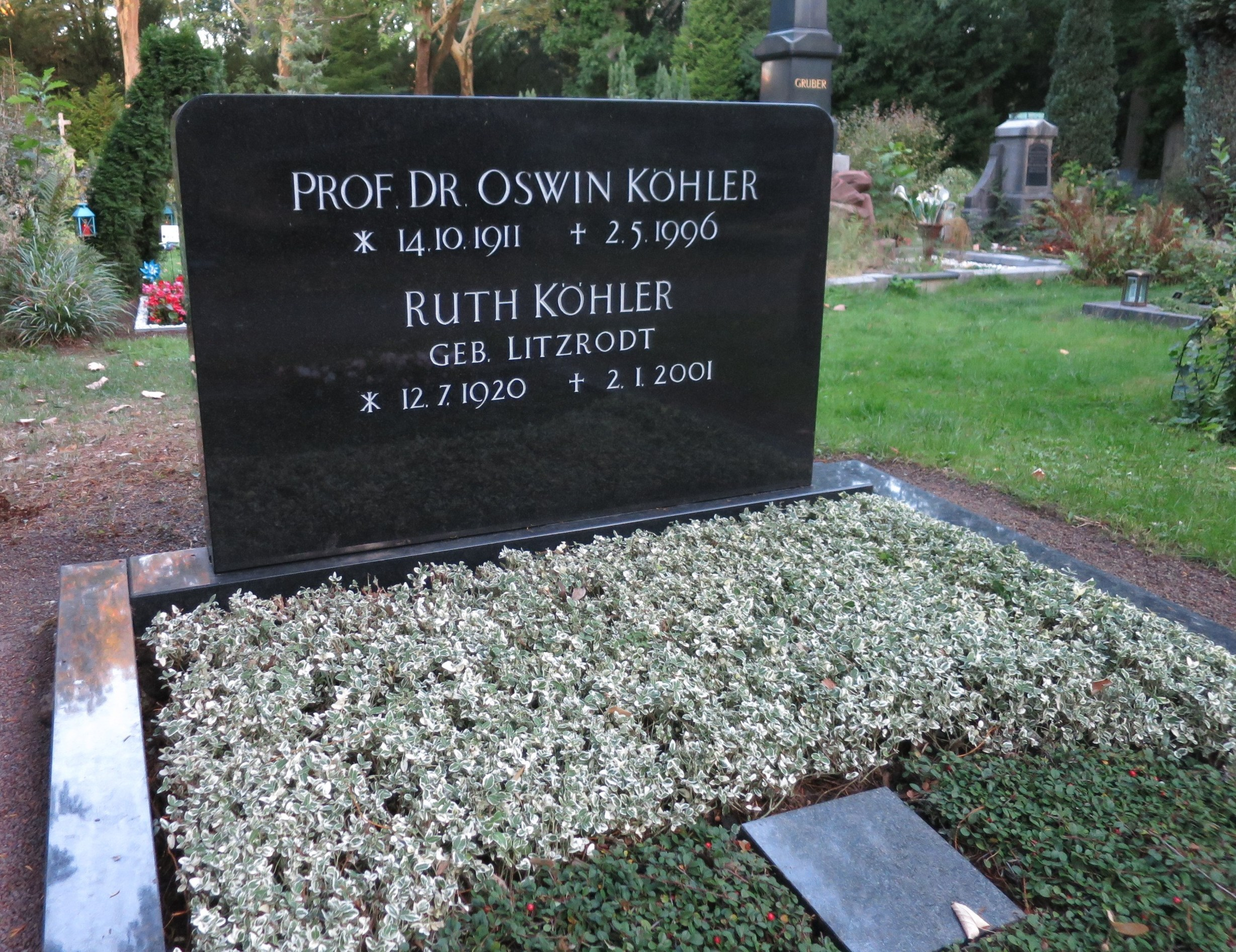
Grab auf dem Melaten-Friedhof

Neben Arbeiten über Gur-, Bantu- und nilotische Sprachen widmete Oswin Köhler sich vor allem der Erforschung der Khoisansprachen und -kulturen des südlichen Afrika. Zu seinen akademischen Schülern zählen Bernd Heine, Wilhelm Möhlig und Jürgen Christoph Winter.
Köhler starb 1996 im Alter von 84 Jahren. Seine Grabstätte befindet sich auf dem Kölner Friedhof Melaten (Flur 61).

## Schriften
- Verzeichnis der Urbantuwortstämme, Berlin, 1946
- Geschichte der Erforschung der nilotischen Sprachen. Reimer, Berlin 1955.
- Gottesnamen und Gottesvorstellungen bei den Niloten, 1956
- Zur Territorialgeschichte des östlichen Nigerbogens, Reimer, Berlin 1958.
- Gur Languages in the Polyglotta Africana, in: Sierra-Leone Language Review, Jg. 3., S. 65–73., Freetown, 1964.
- Geschichte und Probleme der Gliederung der Sprachen Afrikas. Von den Anfängen bis zur Gegenwart, in: Die Völker Afrikas und ihre traditionellen Kulturen, herausgegeben von Hermann Baumann, Band 1, Steiner, Wiesbaden, 1975.
- La Langue kxoe, in: Les langues dans le monde ancien et moderne, herausgegeben von Jean Perrot, Band 1, Paris, 1981.
- Linguistik-Südafrika: (Moçambique, Swaziland, Republik Südafrika): afrikanische Sprachen und Dialekte, Entstehung und Verbreitung von Schul- und Schriftsprachen, Borntraeger, Berlin, 1985, ISBN 3-443-28359-4.
- Die Welt der Kxoé-Buschleute im Südlichen Afrika: Eine Selbstdarstellung in ihrer eigenen Sprache, Band 1, Reimer, Berlin 1989. ISBN 3-496-00013-9.
- Die Welt der Kxoé-Buschleute im südlichen Afrika: Eine Selbstdarstellung in ihrer eigenen Sprache. Grundlagen des Lebens : Wasser, Sammeln und Jagd, Bodenbau und Tierhaltung = Band 2 von Welt der Kxoé-Buschleute im südlichen Afrika : eine Selbstdarstellung in ihrer eigenen Sprache, Reimer, Berlin 1991. ISBN 3-496-00014-7.